# Бесконечное полотно

Отрывок цифрового комикса The Wormworld Saga, использующего бесконечное полотно.

Бесконечное полотно (англ. Infinite canvas) — концепция, смысл которой заключается в том, что теоретически размеры страницы цифрового комикса могут быть бесконечными, и, следовательно, такие комиксы не ограничены стандартными размерами страниц, использующихся в их напечатанных аналогах. Художник может полностью изобразить весь комикс на одной «странице» неопределённой длины. Впервые данный термин появился в книге «Reinventing Comics», написанной американским теоретиком комиксов Скоттом МакКлаудом в 2000 году.
Ярким примером комикса, использующего бесконечное полотно, является The Wormworld Saga, каждая глава которого занимает одну интернет-страницу и нарисована без прерывания.